# Глебов, Матвей Богданович
Матвей Богданович Глебов (ум. после 1653) — русский военный и государственный деятель, стольник и воевода, старший сын ясельничего Богдана (Поликарпа) Матвеевича Глебова.

## Биография
Начал службу в царствование Василия Ивановича Шуйского (1606—1610). В чине жильца М. Б. Глебов прослужил двенадцать лет. В 1611 году во время междуцарствия Матвей Богданович Глебов находился на земской службе под командованием князя Дмитрия Тимофеевича Трубецкого. Его поместно-денежный оклад составлял 400 четей и 15 рублей.
В 1614 году М. Б. Глебов владел поместьями (307 четей) во Мценском и Вологодском уездах, также ему принадлежала вотчина (90 четей) в Коломенском уезде, полученная по наследству от отца за «Московское осадное сиденье'».
В 1613-1614 годах Матвей Богданович Глебов участвовал в составе русской рати в походе на Смоленск. В 1622 году был пожалован в царские стольники. Вначале его поместно-денежный оклад был 650 четей и 28 рублей. 11 августа 1623 года получил оклад в 750 четей и 40 рублей.
В 1633 года во время русско-польской войны Матвей Глебов вместе с братьями Никитой и Фёдором отвезли под Смоленск 20 чет. сухарей на своих подводах.
21 марта 1635 года вместе с Петром Даниловичем Протасовым он распоряжался в Пнафидной палате кормом для пахолков и гайдуков, приехавших в Москву вместе с польско-литовским посольством. 19 мая того же года стольники Матвей, Никита и Фёдор Глебовы ставили есть перед персидскими послами. В 1636 году Матвей Богданович Глебов «дневал и ночевал» на царском дворе во время «похода» Михаила Фёдоровича в село Покровское. 25 мая 1637 года во время новой поездки царя в Покровское был оставлен в Москве в охране.
В 1638 году царь Михаил Фёдорович отправил на реку Лену в Якутии воевод Петра Петровича Головина, Матвея Богдановича Глебова и дьяка Ефима Филатова. Им было приказано «присматривать пашенные и сенокосные места по реке Лене, распоряжаться относительно сбора ясака, постройки острожков и открытия новых земель». Первый воевода П. П. Головин должен был построить на р. Лене острог Якутск.
Вскоре между первым воеводой П. П. Головиным и его товарищами Глебовым и Филатовым возникла вражда. Петр Головин приказал посадить в темницу Матвея Глебова и дьяка Ефима Филатова с их семьями, а также многих служилых людей и даже священников. М. Б. Глебов провел «за приставом» двадцать три недели, а в темнице — два года и шесть недель. Первый якутский воевода Петр Головин обвинял своих товарищей в измене, будто они призывали якутов совершить набег на Якутск, чтобы «побить боярских детей и служилых людей, а также в подговоре к убийству самого Головина». Царское правительство поручило енисейскому воеводе Пушкину расследовать действия якутского воеводы Головина. Якутские жители подали Пушкину «мирскую» челобитную, в котором писали, что Глебов и Филатов пострадали невинно, так как Головин «разными пытками и мучениями добивался, чтоб их люди и некоторые якуты взводили на них обвинения, придуманные Головиным».
11 сентября 1644 года царь назначил новыми воеводами в Якутске Василия Никитича Пушкина и Кирилла Осиповича Супонева, которым было поручено «произвести сыск о действиях Головина». В 1645 году по царскому указу Петр Головин, Матвей Глебов и Ефим Филатов под охраной ленских служилых людей были отправлены в Москву. В результате длительного расследования (1645—1650 гг.) Матвей Богданович Глебов был оправдан. В 1650 году он неоднократно упоминается в списке дворян, сопровождавших царицу Марию Ильиничну в загородных и богомольных походах. Прожив в Москве безвыездно два года, Матвей Глебов 7 сентября 1651 года по собственному челобитью был отпущен царем в деревню, где он не был тринадцать лет.
В 1652-1653 году Матвей Богданович Глебов в «сказке своей показал, что на службе быть ему нельзя: стар, болен от тюремного сидения и от нужи всякой тюремной».
Ему принадлежало 209 крестьянских и бобыльских дворов.